# Zerteilungsgrad
Der Zerteilungsgrad, auch Granularität, ist ein Begriff aus der chemischen und mechanischen Verfahrenstechnik. Er beschreibt das Verhältnis der Oberfläche zum Volumen eines Stoffes.

## Geometrische Charakterisierung
Eine Kugel hat bei gegebenem Volumen die kleinstmögliche Oberfläche und somit den kleinsten Zerteilungsgrad. Ein Pulver aus dem gleichen Material mit der gleichen Masse hat hingegen eine sehr große Oberfläche und damit einen sehr hohen Zerteilungsgrad.

### Mathematischer Hintergrund
Das Volumen wächst mit der dritten Potenz der Kantenlänge eines Kubus oder des Radius einer Kugel, die Oberfläche jedoch nur mit der zweiten Potenz.
Eine einfache Vorstellung davon bekommt man bei der gedanklichen Teilung eines Würfels mit drei Schnitten (Halbierung in Breite, Länge und Höhe) in 8 kleine Würfel mit der halben Kantenlänge; dann kommen zu den anfänglichen sechs quadratischen Außenflächen sechs ebenso große weitere Schnittflächen hinzu; die Oberfläche hat sich also verdoppelt.

### Biologischer Hintergrund
Stoffwechselvorgänge zwischen verschiedenen Systemen laufen schneller ab, wenn die entsprechenden biochemischen Reaktionen durch Oberflächenvergrößerung begünstigt werden. Als Beispiel diene die bikonkave Form von Erythrozyten, die den Sauerstofftransport erleichtert.

### Beispielrechnung für eine molekulare Zerteilung
Mit folgendem extremen Beispiel kann man den Zerteilungsgrad bis zur molekularen Ebene gedanklich demonstrieren:
Ein Mol Wasser (Molare Masse = 18 g·mol−1) hat ein Volumen von 18 cm³ („ein schlecht gefülltes Schnapsglas“). Ein Eiswürfel daraus hat die Kantenlänge 2,62 cm mit sechs Seitenflächen je rd. 6,87 cm²; die Gesamtoberfläche des Eiswürfels ist also 41,2 cm².
Ein Mol Wasser enthält definitionsgemäß (siehe Avogadro’sche Zahl) rd. 6,022 · 1023 Wassermoleküle. Die dritte Wurzel hieraus ist 8,44 · 107. So viele Wassermoleküle (rd. 84.445.000) bilden eine Kante des Würfels. Schneidet man diesen Würfel in allen drei Raumrichtungen in so viele (über 84 Mio.) „Scheibchen“, gewinnt man „jedes Wassermolekül einzeln“. Dabei sind über 84 Mio. · 6 = 507 Mio. neue Flächen (je 6,87 cm²) entstanden mit zusammen 3.480.000.000 cm² oder 348.000 m² – das ist eine Gesamtoberfläche von rd. 50 Fußballfeldern!

## Messung
Der Zerteilungsgrad dient der Klassifizierung von Feststoffen unterschiedlicher Korngröße.
Material mit unterschiedlichem Zerteilungsgrad wird beispielsweise durch Sieben getrennt („klassiert“), ebenso Gemische aus Stoffen mit verschiedenem Zerteilungsgrad.
Zur quantitativen Messung der Korngrößenverteilung (Korngrößenanalyse, Korngrößenklassifikation) dient die Siebanalyse, die Schüttgüter nach DIN 66165 mit Siebmaschenweiten in den Abstufungen 1 – 0,71 – 0,5 – 0,355 – 0,25 – 0,18 – 0,125 – 0,09 – 0,063 – <0,063 mm Maschenweite klassiert. Die Abstände entsprechen dem dekadischen Logarithmus; damit wird erreicht, dass die Abstände auf einer logarithmischen Korngrößenskala gleich sind.
Die Siebanalyse führt bei unterschiedlichen Schüttgütern zu etwas verschiedenen Ergebnissen, weil die Form der Teilchen eine Rolle spielt: Lange, dünne Teilchen passieren trotz ihrer relativen Größe auch kleine Maschen. Deshalb handelt es sich bei allen solchen Messungen und Korngrößenangaben nie um exakt vergleichbare Werte.
Weitere Kennwerte für den Zerteilungsgrad eines Schüttgutes sind auch die Zahlenverhältnisse „Schüttgewicht zu Materialdichte“ und „Rüttelgewicht zu Schüttgewicht“; aus ihnen lassen sich exakte Werte für die Summe der im Schüttgut verbliebenen (Luft-)Zwischenräume ablesen.

## Anwendungen
Je nach dem Zerteilungsgrad der dispersen (verteilten) Phase eines mehrphasigen Stoffes wird unterschieden zwischen grobdispersen Stoffen (Emulsion, Suspension), kolloiddispersen Stoffen (leimartige Lösungen) und molekulardispersen Stoffen (echte Lösung).
Mit dem Zerteilungsgrad wird die Oberfläche des Stoffes größer und die Wahrscheinlichkeit einer Begegnung mit dem Reaktionspartner nimmt zu. Stoffe mit hohem Zerteilungsgrad (großer reaktiver Oberfläche) reagieren schneller (und damit heftiger) als Stoffe mit geringem Zerteilungsgrad.
Die Aktivierungsenergie für eine Reaktion ist zwar von der Größe der reagierenden Teilchen unabhängig, kann aber bei kleinen Teilchen örtlich erreicht werden, ohne sofort durch Wärmeleitung abgeleitet zu werden, wie dies bei einem großen Körper zutrifft. Das gilt besonders für molekular verteilte Stoffe, bei denen sich häufiger als bei größeren Teilchen einige Moleküle aufgrund der Maxwell-Boltzmann-Verteilung in einem energetischen Zustand oberhalb der benötigten Aktivierungsenergie befinden und eine Reaktion einleiten können.

## Beispiele
- Holzspäne lassen sich beispielsweise leichter anzünden als ein dickes Holzscheit, Eisenpulver leichter als ein Eisennagel. Der Zerteilungsgrad des Brennstoffes spielt bei der Beurteilung der Brennbarkeit demnach eine gewichtige Rolle (vgl. Dieselmotor).

- Diese Tatsache ist auch die Ursache für die Explosionen von Holzstaub oder Mehlstaub, die oft deshalb überraschend auftreten. Weiterhin wird damit deutlich, dass zwar jeder Reaktion eine bestimmte Reaktionsenthalpie zugeordnet werden kann, aber keine bestimmte Reaktionsgeschwindigkeit.

- Ein weiteres Beispiel für die Abhängigkeit der Reaktionsgeschwindigkeit vom Zerteilungsgrad ist die enzymatische Zersetzung von Lebensmitteln.

- Kandiszucker braucht durch seinen geringen Zerteilungsgrad ungleich länger, um sich in Wasser aufzulösen, als die gleiche Menge Feinkristallzucker (oder auch Würfelzucker, der trotz seiner kompakten Form durch die vielen Hohlräume einen hohen Zerteilungsgrad hat).

- Die Sieblinie der Gesteinskörnung, die als Zuschlag bzw. Füllstoff für Beton und Mörtel verwendet wird, hat einen großen Einfluss auf die Materialkennwerte des abgebundenen Materials sowie seine Verarbeitbarkeit.

## Weitere Bedeutungen
- Der Begriff Zerteilungsgrad wird auch synonym für die Fiederung von Laubblättern verwendet, siehe auch Blattform.
- Der Begriff Zerteilungsgrad wird als Maß zur Quantifizierung der Landschaftszerschneidung eingeführt (engl. degree of landscape division). Durch die Landschaftszerschneidung wird das Ausbreitungsverhalten von Tieren bzw. deren Lebensraum beeinflusst, z. B. durch Siedlungen, Straßen, Kanälen etc.
- Der Begriff Zerkleinerungsgrad stammt ebenfalls aus der chemischen und mechanischen Verfahrenstechnik, hat aber eine völlig andere Bedeutung. Er ist ein Maß für die Effektivität eines Zerkleinerungsvorganges und wird berechnet aus den Durchmessern der Partikel vor und nach dem Zerkleinerungsvorgang.